# Flytjärnarna (Gräsmarks socken, Värmland, 666150-133389)
Flytjärnarna är en sjö i Sunne kommun i Värmland och ingår i Göta älvs huvudavrinningsområde.